# 油船203号型
油船203号型（英語: YG-203 class yard gasoline oiler）は、海上自衛隊の第1種支援船。公称船型は270トン型油船。「あぶらぶね」と訓読みする。
本船型のように航空燃料を扱う油船は「YG」、艦艇用燃料を扱う油船は「YO」と呼称し区別する。このうちYO-28・YO-32は油船28号型に区分されるが、これらは本船型を艦艇燃料用に変更したものであるため、これについても記載する。

## 概要
艦艇に対する航空燃料の補給を主眼として、各基地の港務隊に配備されている。油船25号型をベースとして全長を8.8ｍ小型化したうえで、航空燃料(JP-5)を扱うために防火・防爆対策および構造を強化しており、小型鋼船構造設計で船体内に貨油タンクを有し、艦艇に艦載機用の航空燃料を補給する。新規就役・修理艦艇へ補給するため造船所に赴いたり、災害派遣に従事したりすることを想定し、各種法定装備、居住区、フライヤーなどの器具も備えた簡易調理室、食堂、洗面所等を設けており、近海航洋性を有する。船内には空調設備も有するほか、珍しい点としては明かり取りの天窓が食堂に備えられている。また、満載航行時に波が打ち込み船体が沈降することを防ぐため、船首にブルワークを備える。

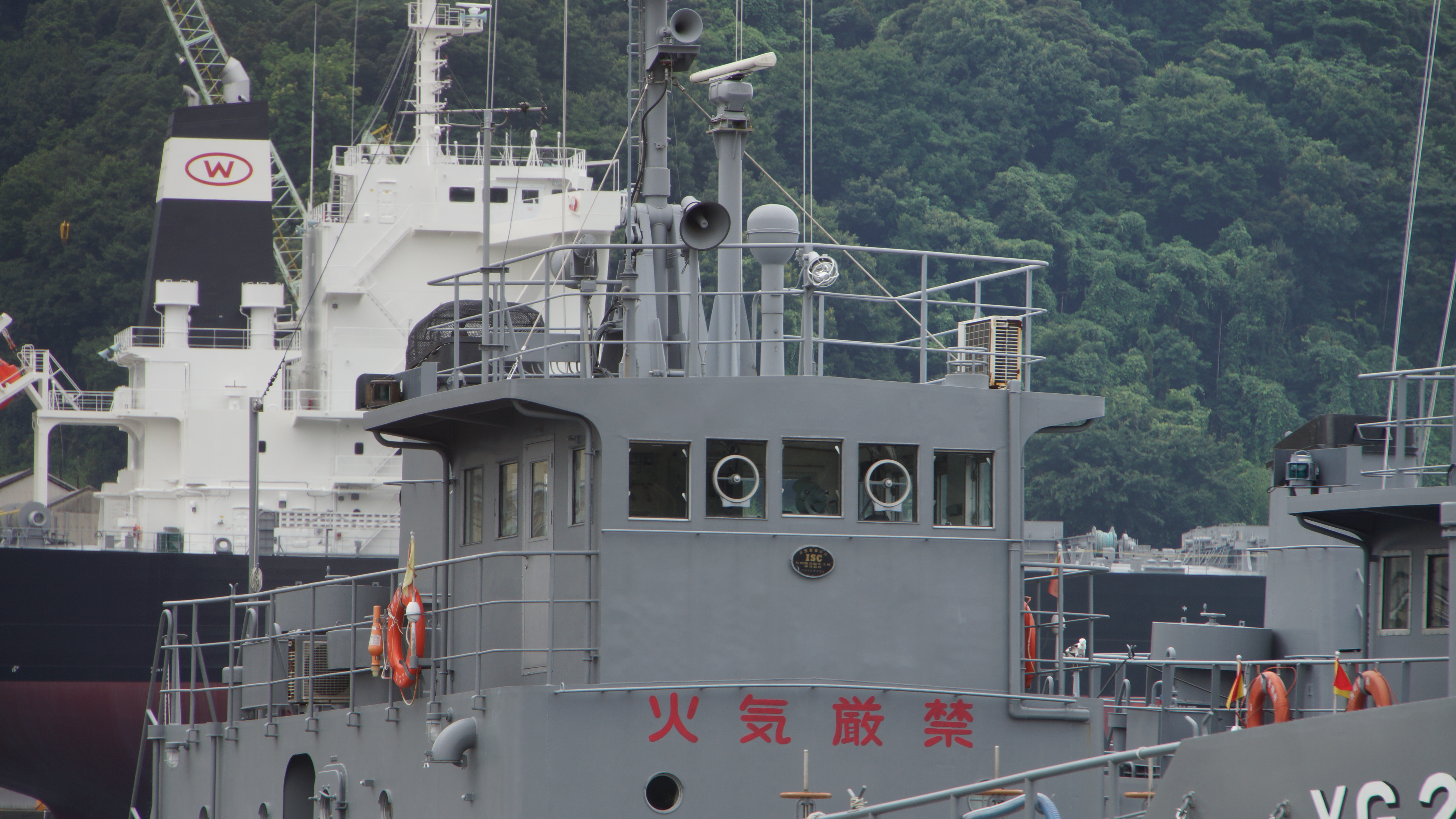
油船204号の船橋構造物。自衛艦と異なり、船橋窓に回転窓が採用されている。
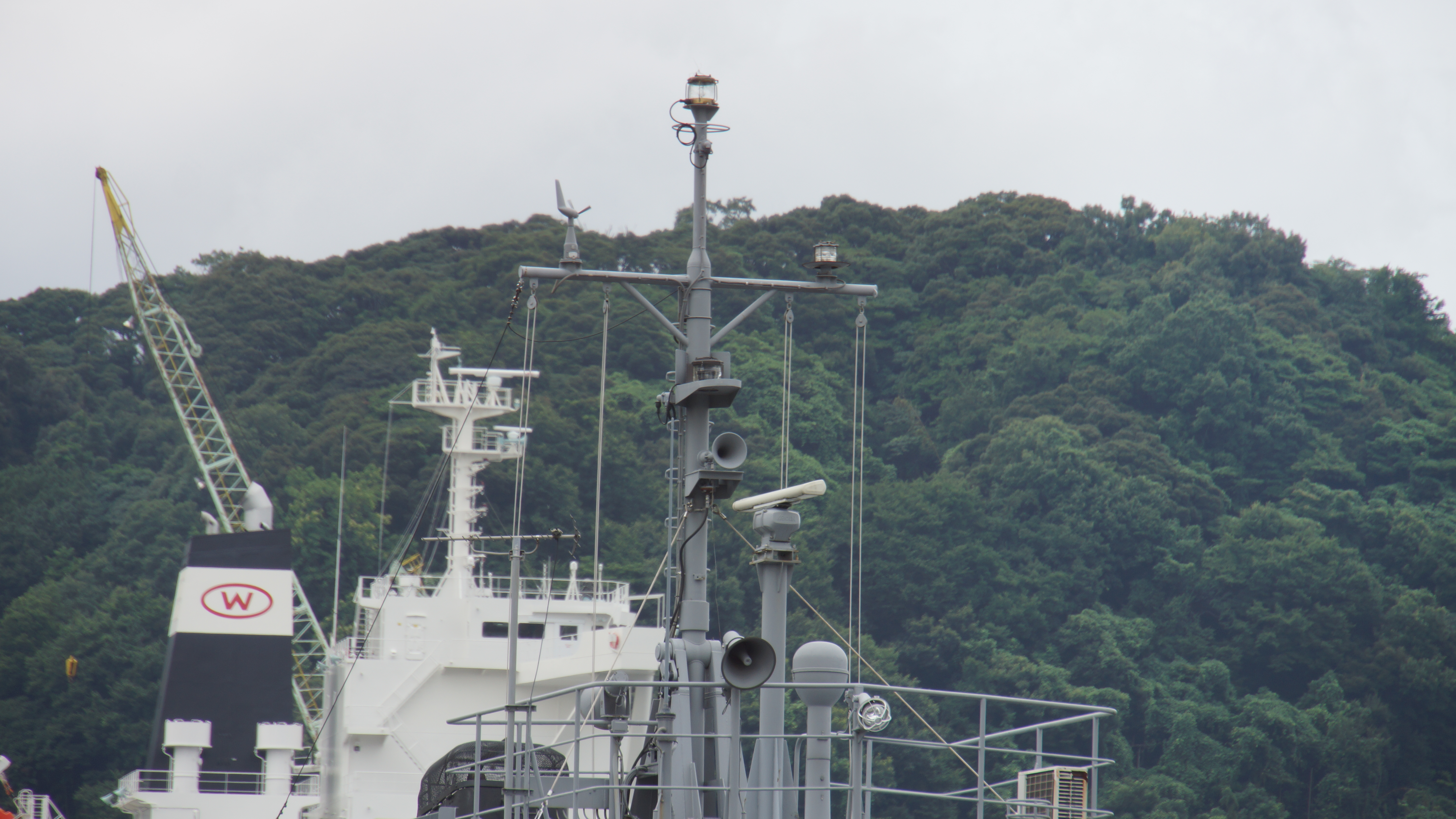
油船204号のマスト。DDHへの横付け時に干渉しないよう可倒式に改造されている。
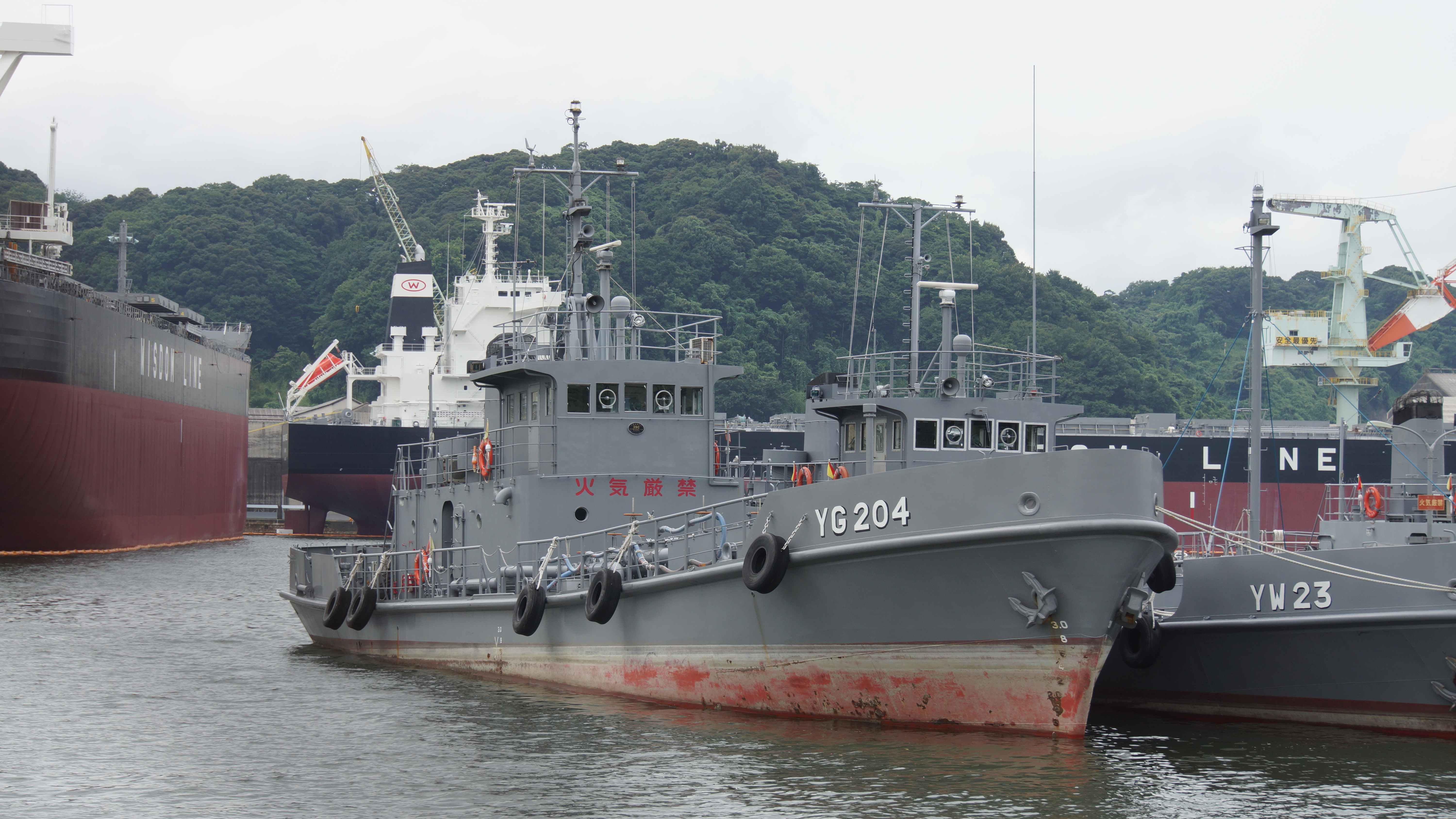
油船204号(左)。貨油を供給した分軽くなり、船体前部が浮き上がっている。

## 同型船一覧
| #           | 船名        | 造船所           | 起工          | 竣工           | 配属 退役船は除籍             |             |             |
| 油船203号型 | 油船203号型 | 油船203号型      | 油船203号型   | 油船203号型    | 油船203号型                   | 油船203号型 | 油船203号型 |
| ----------- | ----------- | ---------------- | ------------- | -------------- | ----------------------------- | ----------- | ----------- |
| YG-203      | 油船203号   | 石川島造船化工機 | 1988年5月12日 | 1988年9月20日  | 2022年1月20日                 |             |             |
| YG-204      | 油船204号   | 石川島造船化工機 | 1989年2月16日 | 1989年7月24日  | 2022年                        |             |             |
| YG-205      | 油船205号   | 石川島造船化工機 | 1990年        | 1990年7月16日  | 大湊港務隊 （大湊基地）       |             |             |
| YG-206      | 油船206号   | 前畑造船         | 2006年5月19日 | 2007年3月20日  | 横須賀港務隊 （横須賀基地）   |             |             |
| YG-207      | 油船207号   | 福島造船鉄工所   | 2011年        | 2011年7月4日   | 佐世保港務隊 （佐世保基地）   |             |             |
| YG-208      | 油船208号   | 警固屋船渠       | 2020年        | 2022年1月20日  | 呉港務隊 （呉基地）           |             |             |
| YG-209      | 油船209号   | 警固屋船渠       |               | 2022年         | 舞鶴港務隊 （舞鶴基地）       |             |             |
| YG-210      | 油船210号   | 警固屋船渠       |               | 2023年10月予定 | 大湊港務隊 （大湊呉基地）予定 |             |             |
| 油船28号型  |             |                  |               |                |                               |             |             |
| YO-28       | 油船28号    | 四国ドック       | 1990年2月21日 | 1990年7月27日  | 横須賀港務隊 （横須賀基地）   |             |             |
| YO-32       | 油船32号    | 前畑造船鉄工     | 1991年7月2日  | 1992年10月16日 | 大湊港務隊 （大湊基地）       |             |             |